# Luigi's Mansion: Dark Moon
Luigi's Mansion: Dark Moon, conhecido no Japão como Luigi Mansion 2 (ルイージマンション2, Ruīji Manshon Tsū) é um jogo eletrônico de ação-aventura desenvolvido pela Next Level Games e publicado pela Nintendo para o Nintendo 3DS em 2013. Dark Moon é uma sequência direta de Luigi's Mansion, para o Nintendo GameCube. No jogo, o jogador controla novamente Luigi em cinco missões diversas de caça à fantasmas. Uma remasterização intitulada Luigi's Mansion 2 HD será lançada em 2024 para o console Nintendo Switch.

## Jogabilidade
Luigi's Mansion: Dark Moon é um jogo de ação e aventura no qual o protagonista, Luigi, deve progredir por vários níveis em cada uma das mansões, em busca dos pedaços da Lua Negra, capturando fantasmas no meio-tempo. São cinco mansões ao todo, cada uma com uma temática diferente. As fases já completadas podem ser revisitadas para bater recordes ou para buscar segredos ainda não descobertos.
Luigi conta com seu bom e velho aspirador de fantasmas, o Sugospectro 5000 (versão melhorada do Sugospectro 3000), uma lanterna e um Nintendo DS alterado pelo Professor A. Luado para mostrar o mapa das mansões e possibilitar sua comunicação com ele. O dispositivo é apelidado de Dual Scream. Agora, Luigi pode lançar flashes de luz com o acessório Strolbulb da lanterna para paralisar os fantasmas, possibilitando sua captura com o Poltergust. Outra nova mecânica é a adição da Dark Light, aparelho que permite que Luigi revele itens ocultos, além de rastros de certos fantasmas.
Conforme o jogador avança pelos níveis, ele coleta moedas (além de notas e barras de ouro), que podem ser agrupadas para adquirir aprimoramentos para a lanterna e o Sugospectro 5000 de Luigi. São sete aprimoramentos ao todo.

### Multijogador
O jogo ainda conta com um modo multiplayer local ou online chamado de ScareScraper, no qual até quatro jogadores podem conectar-se à Nintendo Network e participar de uma frenética caçada a fantasmas juntos. Os jogadores são enviados para uma enorme torre assombrada, com vinte e cinco andares. Lá, devem avançar pelos andares capturando cada um dos fantasmas (Hunt Mode), correndo contra o tempo em busca de plataformas que devem ser pisadas por todos os jogadores (Rush Mode) ou, por fim, perseguindo e capturando Polterpups, cães fantasmas que adoram fugir (Polterpup Mode). A cada cinco andares, os jogadores se depararão com um chefe, o que dificulta bastante o progresso. Apesar de simples, o modo aumenta ainda mais a longevidade do jogo.

## Enredo
O enredo do jogo se passa doze anos após os eventos do primeiro jogo. Tudo parece calmo no Vale das Sombras. O Professor A. Luado é agora um estudioso de fenômenos paranormais e conta agora com diversos fantasmas como seus ajudantes. Então subitamente, o Rei Bu sai do seu quadro e quebra a Lua Negra, lua que ilumina e mantém a ordem no Vale das Sombras, em seis pedaços que caem em diferentes pontos do vilarejo. Com o incidente, uma névoa púrpura toma conta do local e os fantasmas perdem o controle e passam a agir agressivamente. Preocupado com a situação e no melhor estilo Sugospectro, A. Luado convoca Luigi para resolver seus problemas. Agora o encanador deve partir para as missões, capturando os fantasmas agressivos e coletando os pedaços da Lua Negra. Á medida que o tempo vai passando, Luigi e A. Luado vão descobrindo mais sobre o paradeiro dos pedaços da Lua Negra, que são obtidas por um fantasma possessor. No desfecho do jogo, Luigi descobre que Rei Bu é o responsável por quebrar a Lua Negra e que ele está com seu irmão Mario preso em uma pintura novamente. Logo depois de recuperar a peça final da Lua Negra, Luigi é teleportado para a ilusão de Rei Bu. Passando por várias dificuldades, Luigi suga Rei Bu para dentro do Sugospectro 5000 duas vezes, mas a joia de sua coroa não o permite. Na terceira vez, Luigi consegue sugá-lo e pegando a joia da coroa, é teleportado para a Treacherous Mansion aonde se situa o quadro de Mario. Luigi liberta Mario, os Toads restauram a Lua Negra, os fantasmas recuperam a consciência, Luigi adota Polterpup e um dos Verdinhos (fantasma verde) tira a foto da comemoração final, finalizando o jogo.

## Fases

### Gloomy Manor (Casa de Campo Sombria)
- A-1 - Poltergust 5000: Após os eventos ocorridos que ocasionaram na quebra da Dark Moon, E. Gadd precisará do expert de caça-fantasmas para usar o seu novo invento, o Poltergust 5000. Luigi terá que se infiltrar na tenebrosa Gloomy Manor para conseguir o seu equipamento.
- A-2 - Gear Up (Equipar-Se): E. Gadd necessita de alguns equipamentos. Luigi é o único que pode trazer ao cientista.
- A-3 - Quiet Please (Quieto, por favor): O caça-fantasmas precisa de cuidado para lidar com um tipo de fantasma diferente. Luigi precisa ir à biblioteca (Library) para investigar alguns sons estranhos.
- A-4 - Visual Tricks (Truques Visuais): E. Gadd pede á Luigi para que recupere a Dark-Light Device, um dispositivo que possa revelar coisas que sumiram antes.
- A-5 - Sticky Situation (Situação Pegajosa): O trabalho de Luigi dessa vez será limpar o local todo de todas as teias de aranha que estão em volta do lugar.
- A-Boss - Confront the Source (Enfrente a Fonte): Luigi precisa superar todos seus medos, caso queira revelar o que esteja por trás disso tudo. Descendo ao Cellar (Porão), Luigi confronta um de seus maiores medos.

### Haunted Towers (Torres Assombradas)
- B-1 - A Job for a Plumber (Um Trabalho para um Encanador): Luigi precisará sair da sua fama de caça-fantasmas para encarar o velho trabalho de encanador consertando o hidro-gerador das Haunted Towers.
- B-2 - The Pinwheel Gate (O Portão Cata-Vento): O acesso até a Hollow Tree (Árvore Oca) seria fácil se alguns Hiders não roubassem as partes do portão. Luigi precisará encarar o medo para conseguir todas as partes.
- B-3 - Graveyard Shift (Turno da Noite): Luigi terá que lidar com as famosas Três Irmãs em busca de salvar o amigo Toad.
- B-4 - Pool Party (Festa na Piscina): Após ver a imagem do assistente Toad, Luigi se aproxima mais sobre a chave que aparenta abrir a passagem secreta da Hollow Tree.
- B-5 - Doggone Key (A Chave do Cachorro): Luigi se prepara para perseguir Polterpup que tem a chave consigo.
- B-Boss - Tree Topping (A Cobertura da Árvore): Após várias dificuldades e várias escadarias, Luigi enfrenta um monstro não tão criativo quanto parece.

### Old Clockworks (Relógios Antigos)
- C-1 - A Timely Entrance (Uma Entrada Oportuna): Procurando uma bússola especial, Luigi se aventura pela história de relógios antigos.
- C-2 - Underground Expedition (Expedição Subterrânea): Luigi encaminha sua jornada em busca dos pedaços da Dark Moon para uma expedição ao subsolo da mansão á procura dos ponteiros do relógio.
- C-3 Roundhouse Brawl (Briga no Local Redondo): Com a visão de um dos ponteiros em mão de um Poltergeist Ancião, Luigi se prepara para batalhar contra esse fantasma a ponto de recuperar o ponteiro.
- C-4 - Play Catch (Pega-Pega): Luigi irá rever um velho amiguinho que estará correndo junto do outro ponteiro.
- C-5 - Piece at Last (O Pedaço, Finalmente): Os dois ponteiros foram conquistados. Porém, sem o Rotor, o relógio não funciona. Luigi se prepara para procurar a última peça além de ter um Toad a ajudar.
- C- Boss - Showtime (Hora do Show): Com todas as peças do relógio e com o auxílio da foto do assistente Toad, Luigi sobe ao topo da torre do relógio e se depara com o seu maior inimigo: o tempo.

### Secret Mine (Mina Secreta)
- D-1 - Cold Case (Um Caso Congelado): O próximo pedaço se situa nas montanhas nevadas. E dessa vez, é hora de Luigi pôr um casaco quente caso queira salvar o Toad perdido no subterrâneo do local.
- D-2 - Hit Rock Bottom (No Fundo do Gelo): A imagem que o assistente Toad apresenta são fantasmas dentro de cristais. Aparenta ser um novo tipo de fantasma? Luigi vai direto ao assunto para saber mais sobre isso.
- D-3 - Across the Chasm (Através do Abismo): Luigi agora precisa encarar o desafio das três correntes paranormais para chegar ao seu destino.
- D-Boss - Chilly Ride (Passeio Gelado): A batalha entre Luigi e o fantasma possessor se situa no gelo. Formando-se um tipo de fenda de gelo, o fantasma possessor não deixará caro para o caça-fantasma.

### Treacherous Mansion (Mansão Traiçoeira)
- E-1 - Front Door Key (A Chave da Porta da Frente): A "última vez" que veremos nosso amigo Polterpup. Hora de finalmente conseguirmos nossa chave da porta da frente e capturar nosso fiel amigo.
- E-2 - Double Trouble (Problema Duplo): Após ser apresentado ao 'dono' da casa, Luigi precisará ajudar dois Toads perdidos na mansão.
- E-3 - A Train to Catch (Um Trem para Pegar): Descobrindo que a culpa é toda de King Boo, Luigi precisa de uma maneira para salvar seu irmão de sua pintura.
- E-4 - Ambush Maneuver (Manobra de Emboscada): Aparenta-se que E. Gadd e Luigi estão pretendendo fazer uma emboscada para King Boo. Porém, as coisas não saem como eram previstas.
- E-5 - Paranormal Chaos (Caos Paranormal): King Boo abre um portal dimensional fazendo com que vários fantasmas saiam para o mundo real. Luigi precisará sobreviver capturando todos os fantasmas em um limite de tempo para impedir um colapso entre as duas dimensões.
- E-Boss - Stop the Knightmare (Pare o Cavaleiro Pesadelo): Quando tudo não podia piorar, o fantasma possessor se divide em dois, três, quatro. Pelo menos, a honra da realeza está segura. Luigi precisa armar a estratégia perfeita para sair vivo com o último pedaço da Dark Moon.
- Final Boss - A Nightmare to Remember (Um Pesadelo para Lembrar): Após recuperar o último pedaço da Dark Moon, Luigi está sendo teleportado pelo Pixelator. Porém, antes de traçar o seu rumo ao final de sua aventura, ele ainda precisa acertar algumas contas com seu arquirrival. Por isso, King Boo o teleporta à sua ilusão, para definir o destino de cada um.

## Recepção
Luigi's Mansion: Dark Moon vendeu 415,00 unidades na América do Norte em 18 de abril de 2013, e 515,975 unidades no Japão em 14 de abril.
Luigi's Mansion: Dark Moon foi recebido com críticas geralmente bem positivas, ganhando notas de 86.00% no GameRankings e 86/100 no Metacritic, respectivamente. IGN deu ao jogo a nota 9.3 de 10. GameSpot, no entanto, deu uma nota de 6.5 de 10, criticando a dificuldade e a falta de checkpoints.